# Calcaronis
Els calcaronis (Calcaronea) són una subclasse d'esponges calcàries. Són exclusivament marins. Les larves dels calcaronis tenen una zona amb cèl·lules flagel·lades igual a la zona de cèl·lules no flagel·lades. Els flagels emanen del nucli de la cèl·lula.

## Taxonomia
La subclasse Calcaronea inclou 560 espècies repartides en tres ordres:
- Ordre Baerida
- Ordre Leucosolenida
- Ordre Lithonida